# Александер Маєр (футболіст, 1991)
Александер Маєр (нім. Alexander Meyer, нар. 13 квітня 1991, Бад-Ольдесло) — німецький футболіст, воротар клубу «Боруссія» (Дортмунд). Виступав також за низку німецьких клубів.

## Ігрова кар'єра
Александер Маєр народився 1991 року в місті Бад-Ольдесло. Розпочав займатися футболом у юнацькій команді футбольного клубу «Ольдесло», пізніше перейшов до школи футбольного клубу «Гамбург». У 2009 році Маєр розпочав грати за другу команду клубу «Гамбург», в якій виступав до 2012 року. У 2012 році воротар перейшов до клубу Регіоналліги «Гафельзе», в якому грав до 2016 року. З 2016 до 2017 року футболіст виступав у іншому клубі Регіоналліги «Енергі».
У 2017 році Александер Маєр перейшов до клубу «Штутгарт», у складі якого знаходився до 2019 року, однак виступав лише за другу команду клубу. У 2019 році воротар перейшов до клубу Другої Бундесліги «Ян» (Регенсбург). З 2022 року футболіст виступає в клубі Бундесліги клубу «Боруссія» (Дортмунд).